# Severin de Noricum
Sfântul Severin de Noricum (n. ca. 410 - d. 8 ianuarie 482 la Flavianus, azi Mautern, în apropiere de Krems an der Donau, Austria) a fost un cetățean roman care a activat ca misionar creștin la popoarele barbare din zona mijlocie a Dunării, abate, canonizat ca sfânt în Biserica Catolică. Nu se cunoaște cu siguranță locul originii sale (posibil, Africa de Nord). În italiană a rămas cunoscut sub numele de San Severo sau San Severino.

## Viața
Stabilit la Flavianus în provincia Noricum, Severin a misionat printre barbari între anii 453-482 în regiunea danubiană dintre Passau și Viena. Este fondatorul mai multor mănăstiri din regiune. Abate la Flavianus, a fost doar un simplu călugăr, ca și sfântul Francisc de Assisi. Consilier al lui Odoacru, Severin a mediat detronarea fără violență a ultimului și tânărului împărat roman al Imperiului de Apus, Romulus-Augustus, pentru care a reușit să obțină chiar și o pensie.
Intre elevii săi cei mai iluștrii s-au numărat Magnus Felix Ennodius și Eugippius. Ultimul i-a scris biografia în Vita Sancti Severi. A refuzat onorurile bisericești. 
In anul 488, când romanii au fost nevoiți să se retragă din Noricum, rămășițele pământești i-au fost strămutate la Lucullanum, în centrul Italiei. Moaștele sale se află în prezent în biserica din Frattamaggiore, localitate la nord de Neapole.

## Calendar bisericesc
Este pomenit în calendarul sfinților din Biserica Catolică în ziua de 8 ianuarie.
Sfânt ocrotitor al Bavariei, Severin de Noricum este și protectorul celor căzuți prizonieri, al viticultorilor și al lânarilor. Este patronul ocrotitor al diecezei catolice de Linz și al diecezei catolice de San Severo.

## Heraldică
Orașul San Severo, lângă Foggia (Italia), îi poartă numele. Severin de Noricum este reprezentat pe stema orașului călare deasupra unui nor. Înveșmântat în alb cu o cruce roșie pe piept, sfântul ține în mâna stângă un steag roșu cruciat în timp ce cu dreapta binecuvântează orașul aflat sub nor.

## Patron al cetății medievale a Severinului
Biserica catolică din incinta fortificată a cetății medievale a Severinului a fost închinată sfântului Severin de Noricum. Colonia medievală s-a aflat inițial sub jurisdicția episcopului de Kalocsa, până la înființarea Episcopiei Catolice de Severin. Începutul acesteia a fost datat de Nicolae Iorga în anul 1383.